# Dentella browniana
Dentella browniana är en måreväxtart som beskrevs av Karel Domin. Dentella browniana ingår i släktet Dentella och familjen måreväxter. Inga underarter finns listade i Catalogue of Life.